# ابتسام لخواض
ابتسام لخواض عداءة ألعاب قوى مغربية، ولدت يوم 7 دجنبر 1980، بخريبكة، وهي متخصصة في سباقات المسافات المتوسطة، 800 متر و1500 متر.

## سيرتها الرياضية
حققت ابتسام لخولض أهم إنجازاتها في مسابقات خارج البطولات الكبرى (بطولة العالم والأولمبياد). ففي سنة 2009، استطاعت الظفر بميدالية فضية في ألعاب المتوسط ببيسكارا (1500 متر)، إضافة إلى ذهبية دورة الألعاب الفرانكوفونية ببيروت في نفس المسافة.

في سنة 2010 وخلال ملتقى لوزان استطاعت لخواض أن تنزل لأول مرة تحت حاجز الأربع دقائق في مسيرتها الرياضية بتوقيت 3 دقائق و59 ثانية و35 جزءا من المئة. خلال نفس السنة احتلت على التوالي الصفين الرابع والثالث في مسابقتي ال 800 متر وال 1500 متر خلال بطولة أفريقيا لألعاب القوى بنيروبي.
و في 2011 احتلت الصف الرابع عالميا في سباق ال 1500 متر ببطولة العالم بدايغو.

## إنجازاتها
| التاريخ | المسابقة                        | المكان  | الرتبة | المسافة  | التوقيت        |
| ------- | ------------------------------- | ------- | ------ | -------- | -------------- |
| 2008    | الألعاب الأولمبية 2008          | بيجين   | 12     | 1500 متر | 4 د 7 د 25 جم  |
| 2009    | ألعاب البحر الأبيض المتوسط 2009 | بيسكارا | 2      | 1500 متر | 4 د 12 د 07 جم |
| 2009    | بطولة العالم لألعاب القوى 2009  | برلين   | 11     | 1500 متر | 4 د 08 د 72 جم |
| 2009    | الألعاب الفرانكوفونية 2009      | بيروت   | 1      | 1500 متر | 4 د 21 د 39 جم |
| 2010    | بطولة أفريقيا لألعاب القوى      | نيروبي  | 4      | 800 متر  | 2 د 01 د 75 جم |
| 2010    | بطولة أفريقيا لألعاب القوى      | نيروبي  | 3      | 800 متر  | 4 د 11 د 81 جم |
| 2011    | بطولة العالم لألعاب القوى 2011  | دايغو   | 3      | 1500 متر | 4 د 06 د 18 جم |

## روابط خارجية
- ابتسام لخواض على موقع الاتحاد الدولي لألعاب القوى (الإنجليزية)
- ابتسام لخواض على موقع الدوري الماسي (الإنجليزية)
- ابتسام لخواض على موقع اللجنة الأولمبية الدولية (الإنجليزية)
- ابتسام لخواض على موقع أوليمبيديا (الإنجليزية)